# رامبل (وب سایت)
رامبل (به انگلیسی: Rumble) یک پلتفرم سرویس اشتراک ویدیو و ارائه دهنده خدمات رایانش ابری برای کسب‌ و کارها است. دفتر اصلی رامبل در شهر تورنتو، مرکز استان انتاریو کشور کانادا قرار دارد و دفتر مرکزی آن در آمریکا هم در شهرک لانگبوت کی ایالت فلوریدا است. رامبل در اکتبر سال ۲۰۱۳ توسط کریس پاولوفسکی کانادایی، کارآفرین حوزه تکنولوژی تأسیس شد. بخش سرویس خدمات ابری رامبل هاست (میزبان) شبکه اجتماعی تروث سوشال (Truth Social) است و بخش پلتفرم ویدئویی رامبل هم بین کاربران حزب محافظه‌کار و گروه‌های راست افراطی آمریکا محبوب است. پلتفرم رامبل به‌عنوان بخشی از تکنولوژی آلترناتیو (alt-tech) شناخته می‌شود.

## تاریخچه
رامبل در سال ۲۰۱۳ توسط کریس پاولوفسکی به‌عنوان آلترناتیو یوتیوب برای تولیدکنندگان محتوای مستقل تأسیس شد. پاولوفسکی بعد از اینکه متوجه شد الویت گوگل در پلتفرم یوتیوب، اینفلوئنسرها هستند و تولیدکنندگان محتوای مستقل و غیر معروف برای گوگل اهمیت کمتری دارند، پلتفرم رامبل را تأسیس کرد. محتوای رامبل را در سال‌های اولیه بیشتر ویدیوهای وایرال، اخبار رسانه‌های اصلی و همچنین ویدئوهای کودکان و حیوانات تشکیل می‌داد. در زمان همه‌گیری کووید-۱۹ بازدیدکنندگان رامبل به‌شدت افزایش پیدا کرد و تعداد بازدیدکنندگان ماهانه رامبل از ۱٫۶ میلیون در سال ۲۰۲۰ به ۳۱٫۹ میلیون در سال ۲۰۲۱ رسید. درآمد رامبل در ۹ ماه اول سال ۲۰۲۱ بیش از ۶٫۵ میلیون دلار بود که بیشتر از طریق تبلیغات به دست آمده بود اما سودآور نبود.
دلیل افزایش بازدیدکنندگان رامبل در سال ۲۰۲۰ را به فعالیت‌های دوین نونس نسبت می‌دهند. نونس یوتیوب را به سانسور بیش‌ازحد محتوای خود متهم کرده‌است. نونس به همراه محافظه‌کاران شاخص دیگر مانند دینش دسوزا، دان بونگینو و شان هنتی به عضویت رامبل درآمد و شروع به ارسال مطلب و گذاشتن پست در این شبکه اجتماعی کرد. جیم جردن نماینده مجلس از حزب جمهوری‌خواه هم کمی بعد از این افراد به رامبل پیوست. رامبل در ۱۱ ژانویه سال ۲۰۲۱ شکایتی علیه گوگل بر اساس قانون ضد رقابت در دادگاه ثبت کرد. دلیل شکایت رامبل نتایج سرچ گوگل برای این پلتفرم بود که بیش از ۲ میلیارد دلار خسارت به رامبل وارد کرد. ادعای رامبل این بود که گوگل با دست‌کاری الگوریتم خود باعث شده تا در نتایج جستجوی گوگل، یوتیوب که پلتفرم خود گوگل هست بالاتر از پلتفرم رامبل قرار بگیرد. رامبل همچنین ادعا می‌کند که در نتیجه این دست‌کاری، بینندگان آن کم شده و در نتیجه درآمد تبلیغاتی رامبل هم کاهش پیدا کرده‌است. این پرونده از ماه اوت سال ۲۰۲۲ همچنان در جریان است.
در ماه مه ۲۰۲۱ سرمایه‌گذاران ریسک‌پذیری مانند پیتر تیل و جی. دی. ونس در رامبل سرمایه‌گذاری کردند و ارزش رامبل را به حدود ۵۰۰ میلیون دلار رساندند. یک ماه بعد، رئیس‌جمهور وقت آمریکا، دونالد ترامپ، به رامبل پیوست تا برای ضبط کمپین انتخاباتی خود در اوهایو آماده شود. در اکتبر سال ۲۰۲۱، رامبل شرکت فناوری Locals را خریداری کرد. در ۱۴ دسامبر ۲۰۲۱، گروه رسانه و فناوری ترامپ (TMTG) در بیانیه‌ای اعلام کرد که با رامبل یک «قرارداد گسترده فناوری و خدمات ابری» منعقد کرده‌است و رامبل بخشی از تروث سوشال و همچنین گروه رسانه و فناوری ترامپ را اداره خواهد کرد.
در آگوست سال ۲۰۲۲، رامبل اعلام کرد که قصد دارد یک پلتفرم تبلیغات آنلاین به نام Rumble Ads ارائه دهد که تروث سوشال اولین ناشر آن خواهد بود. رامبل در سپتامبر ۲۰۲۲ پس از ادغام با شرکت SPAC، به یک شرکت سهامی عام تبدیل شد و در بازار بورس سهام NASDAQ معامله می‌کند.

## طراحی و محدودیت‌ها
رامبل خود را مصون از فرهنگ کنسل (فرهنگ اخراج یا فرهنگ تبعید) معرفی می‌کند. در رامبل به غیر از چهار پیج که در صفحه اصلی پلتفرم قرار دارد، بخش «کانال‌های توصیه شده» برای دنبال کردن و بخش «درآمد» نیز جزو امکانات این پلتفرم به‌حساب می‌آیند. رامبل همچنین به کاربران خود اجازه می‌دهد تا از ویدئوهایی که بارگذاری می‌کنند، درآمد کسب کنند. نحوه کسب درآمد در رامبل به این صورت است که کاربران ویدئوهایی که دارای مجوز شرکای رامبل مانند یاهو و اخبار مایکروسافت هستند را بارگذاری می‌کنند، پس از آن درآمد حاصل از ویدئوها مستقیماً به‌حساب کاربران رامبل واریز می‌شود.
در پلتفرم رامبل انتشار محتوای شامل پورنوگرافی، آزار، نژادپرستی، یهودستیزی، ناقض حق کپی‌رایت و محتوای غیرقانونی ممنوع است. سیاست‌های رامبل مبنی بر ممنوعیت انتشار محتوای یهود ستیزانه و نژادپرستانه باعث شده که از طرف پلتفرم‌های حوزه تکنولوژی آلترناتیو مورد انتقاد قرار بگیرد. رامبل زیرساخت خدمات ابری و ظرفیت پخش ویدئوی خود را ساخته‌است.

## کاربران و محتوا
پلتفرم ویدئویی رامبل بین محافظه‌کاران آمریکایی و حزب راست افراطی محبوب است و توسط ناظران مختلف به‌عنوان بخشی از آلترناتیو تکنولوژی معرفی می‌شود.
محققان با استفاده از داده‌های فوریه سال ۲۰۲۱ دریافتند که چندین تولیدکننده محتوا بعد از اینکه محتواهای خود را از یوتیوب و فیس‌بوک به پلتفرم رامبل انتقال دادند، توانستند مخاطبان خاص خودشان را پیدا کنند. دل بیگتری، شری تنپنی و سیمون گلد جزو این افراد هستند. طبق مقاله ماه ژوئن سال ۲۰۲۱ مجله آنلاین اسلیت، پاولوفسکی اخیراً با صراحت بیشتری شرکت‌های تکنولوژی بزرگ و معروف را به سانسور متهم می‌کند و فعالانه از محافظه‌کاران برجسته و چهره‌های شاخص انتلکتوئل دارک وب یا دارک وب روشن‌فکری دعوت می‌کند تا به رامبل بپیوندند. رامبل همچنین میزبان شبکه اجتماعی تروث سوشال هست. دیگر کانال‌های معروف پلتفرم رامبل شامل برنامه خنده‌دارترین ویدیوهای خانگی آمریکا، جیمی دور، الکس جونز مدیر وب‌سایت InfoWars، شرکت رسانه آمریکایی ئی. دبلیو. اسکریپس، آژانس خبری انگلیسی Truly، برنامه استندآپ کمدی دوقلوهای محافظه‌کار به نام Hodgetwins، شبکه‌های خبری کابلی مانند شبکه Newsmax و شبکه یک خبری آمریکا (OAN)، شبکه خبری دولتی راشاتودی و خبرگزاری بین‌المللی رویترز است. به گفته خبرگزاری رویترز، رامبل مشتری رویترز هست که برای میزبانی از محتوای این خبرگزاری هزینه پرداخت می‌کند. در ماه اوت سال ۲۰۲۱ رامبل اعلام کرد که تولسی گبرد نماینده سابق حزب دموکرات و گلن گرینوالد مؤسس انتشارات آنلاین اینترسپت شروع به پست ویدئوهای خود در این سایت کرده‌اند.
رامبل گزارش داده‌است که از ۱۵ ماه اوت سال ۲۰۲۲، تعداد کاربران فعال ماهانه‌اش (MAU) به ۷۸ میلیون رسیده‌است. در آن ماه اندرو تیت شخصیت اینترنتی و کیک بوکسور سابق، پس از اینکه حساب‌های کاربری‌اش در اکثر شبکه‌های اجتماعی به دلیل انتشار محتوای نفرت پراکنی و مضر مسدود شد، به پلتفرم رامبل پیوست. هم‌زمان با پیوستن تیت به رامبل، تعداد دانلود برنامه رامبل افزایش قابل‌توجهی پیدا کرد.
طبق مقاله ماه اوت سال ۲۰۲۲ رویترز، رامبل یک رقیب مستقیم با بودجه بهتر و جریان اصلی‌تر برای سایت‌های میزبان ویدئو BitChute و Odysee هست. دلیل این امر طبق این مقاله این است که در بین این سه سایت که همگی شامل اطلاعات غلط و تئوری‌های توطئه هستند، رامبل محتواهایی بیشتری را متعادل می‌کند. برخلاف BitChute و Odysee، رامبل هنگام جستجوی برخی از کلمات کلیدی مرتبط با نفرت پراکنی یا افراط‌گرایی، نتایج را محدود می‌کند، اگرچه خود محتوا هنوز در دسترس است.